# Was wäre, wenn …?
Was wäre, wenn …? ist ein DDR-Kinofilm von 1960. In der DEFA-Produktion geht es um die Vorgänge in den 1950er Jahren in einem Dorf auf DDR-Seite der nahen innerdeutschen Grenze. Der Film wurde in Schwarzweiß gedreht. Vorlage für die Verfilmung war die Komödie „Was wäre, wenn -?“ von Hedda Zinner.

## Handlung
Die DEFA will mit einem Filmteam in den 1950er Jahren in einem Schloss nahe der innerdeutschen Grenze mehrere Aufnahmen drehen, wofür dieses allerdings erst einmal hergerichtet werden muss, da es ziemlich heruntergekommen ist. Nachdem der Produktionsleiter dafür eine Summe von 12.000 DM bewilligt hat, fahren der Regisseur, der Kameramann und ein Architekt mit einem PKW vom Typ Mercedes-Benz an einem Sonntag in das kleine (fiktive) Dorf Willshagen, um sich ein genaues Bild zu machen und erste Absprachen zu führen. Dazu holen sie den Bürgermeister ab und fahren mit ihm zum Schloss. Kurz vor der Ankunft hat der Wagen eine Reifenpanne, weshalb der Fahrer Kratzke den Reifen wechselt und anschließend zurück ins Dorf fährt, um dort den defekten reparieren zu lassen. Die drei Filmleute gehen den Rest des Weges zu Fuß, und Kratzke erhält noch vom Bürgermeister einen Rat, an wen er sich wenden kann.
Es ist der Traktorist Peter, der mit der Tochter Inge des Mittelbauern Gepfert eng verbunden ist, deren Vater sie allerdings mit Christian, dem Sohn des Großbauern Dahlke, verheiraten will. Obwohl Gepfert bereits seine Bereitschaft gezeigt hat, in die Landwirtschaftliche Produktionsgenossenschaft (LPG) einzutreten, wird er von Dahlke überredet, davon Abstand zu nehmen, die beiden Kinder zu verheiraten und somit die nebeneinanderliegenden Grundstücke gewinnbringend zu vergrößern. Als Kratzke beim Bauern Gepfert auf der Suche nach Peter den Bauern Dahlke antrifft, verspricht der ihm, den Weg zu zeigen, wenn er ihn bis zur Dorfgaststätte mitnimmt. Dabei entdeckt er auf dem Rücksitz eine Mappe mit Unterlagen über das, nach Kriegsende von den Besitzern verlassene, Schloss. Dahlke erklärt an der Gaststätte dem Fahrer den weiteren Weg, geht hinein, um drinnen zwei gleichgesinnten Gegnern der LPG zu erzählen, was er soeben gesehen hat. Da es sich bei dem Fahrzeug um ein Westfabrikat handelt und die eigentlichen Insassen sich auf dem Weg zum Schloss befinden, vermutet er, dass es sich nur um Beauftragte des Grafen handeln kann, die sich den Zustand des Schlosses ansehen wollen, da in der letzten Zeit immer viel von Gebietsaustausch im Grenzverlauf gesprochen wird.
Das Filmteam ist in der Zwischenzeit im Schloss, welches im Moment noch die Verwaltung der Maschinen-Traktoren-Station (MTS) beherbergt, angekommen. Dabei treffen sie auf den Kenner des Objekts, Jacob Carl Elias Ebermayer, der hier als Nachtwächter arbeitet, jedoch zur Zeit des Grafen als Lakai beschäftigt war. Da er immer noch an seiner ehemaligen Tätigkeit und an dem Grafen hängt, kümmert er sich regelmäßig in seiner Freizeit um das Anwesen. Als nun die Gäste auch noch etwas vom Empfang erzählten, vermutet er ebenfalls, dass der Graf zurückkommen wird und verspricht, alles im Haus in den ursprünglichen Zustand zu versetzen. Dazu wird er aber zur absoluten Diskretion verpflichtet, da ein Bekanntwerden der Angelegenheit sich im Dorf nur negativ auswirken kann. Dann wird Elias eine neue Livree versprochen, die er beim Empfang tragen soll, was ihn überaus glücklich macht. Als dann noch die alte Drögern auf dem Gelände erscheint, die einst die Amme des jungen Grafen war, erklärt ihr Elias, dass die Besucher da sind, um die Wiederherstellung des Schlosses zu organisieren, was die Drögern, natürlich unter dem strengsten Siegel der Verschwiegenheit, im ganzen Dorf weitererzähl: Die Herrschaft kommt zurück, alles wird so, wie es einmal war. Diese Äußerung ist nun in der Gaststätte und im gesamten Dorf Gesprächsthema.
Doch ein Telefongespräch des SED-Parteisekretärs mit dem Bürgermeister, der sich in einer Versammlung in der Kreisstadt befindet, klärt über die tatsächlichen Zusammenhänge des sonntäglichen Besuchs auf. Gemeinsam beschließen die Genossen des Ortes, diese Wahrheit aber vorerst für sich zu behalten. Auch deshalb zieht der Bauer Gepfert seine bereits gegebene Einwilligung zum Eintritt in die LPG zurück und besteht weiter auf der Heirat seiner Tochter Inge mit dem Sohn von Dahlke. Doch Christian, der von seinem Vater wie ein Knecht behandelt wird, liebt die Verkäuferin Annemarie aus dem Dorfkonsum, was wiederum sein Vater nicht weiß. Deshalb trifft er sich heimlich mit Inge und verabredet mit ihr, zum Schein auf die Forderungen seines Vaters einzugehen, bis seine Annemarie zum Jahreswechsel in den Konsum eines anderen Dorfes versetzt wird und er mit ihr mitziehen will. Dort können sie gemeinsam eine Wohnung beziehen und eine Arbeit hat er sich auch schon besorgt. Als Inge also erfährt, dass Christian sie nicht heiraten will und mit seiner Freundin wegzieht, gibt sie ihm vor Freude einen Kuss auf die Wange. In diesem Moment erscheint ihr Peter, verkennt die Situation und läuft wütend weg. 
Inge und Christian gehen nun zu ihrem Vater und erklären ihm, dass sie es beide miteinander versuchen wollen, was ihn sehr glücklich macht und ihre Mutter überrascht. In diesen Moment kommt der Bauer Dahlke in die Küche, sieht seinen Sohn dort sitzen und erklärt, dass es aus der Hochzeit nichts werden kann, da durch die erwartete Ankunft des Grafen eine völlig neue Situation entstanden ist und die Inge keine vernünftige Partie für seinen Sohn ist. Die angekündigte Rückkehr der ehemaligen Besitzer für Freitag 14:00 Uhr und die damit verbundene Eingliederung in die Bundesrepublik passt dem Bauern Gepfert überhaupt nicht, weshalb er sich Unterstützung bei all den Bauern im Dorf sucht, die erst durch den Weggang des Grafen 1945 zu Grund und Boden gekommen sind.
Die Renovierung des Schlosses macht Fortschritte und der Teil der Dorfbewohner, der an die Rückkehr des Grafen glaubt, bringt all die Gegenstände zurück ins Schloss, die dort 1945 entwendet wurden. Der andere Teil sammelt sich, um dem Grafen zu zeigen, dass er im Dorf nicht erwünscht ist. Peter erhält noch den Auftrag, das Ventil der Wasserzufuhr des Springbrunnens in der Einfahrt des Schlosses zu reparieren, und hört durch das Kellerfenster, wie Christian seiner Annemarie, die den Gerüchten um Inge und ihn Glauben schenkt, erklärt, dass alles nur Theater war, was sie wieder beruhigt. Als dann das Filmteam der DEFA erscheint, wird klar, dass der Aufwand durch die Fremden ausschließlich betrieben wurde, um das Schloss als Drehort vorzubereiten.

## Hintergrund
Die in dem Film thematisierte mögliche Grenzbereinigung gab es mehrfach nach 1945 zwischen Ost und West, so zum Beispiel im Rahmen des Barber-Ljaschtschenko-Abkommens oder des Wanfrieder Abkommens.

## Produktion und Veröffentlichung
Nach Fertigstellung des Films wurden umfangreiche ideologische Einwände erhoben. Der Reifeprozess der Bauern sei nicht realistisch erfasst, es werde der Eindruck erweckt, die ideologische Arbeit auf dem Land sei nicht erfolgreich gewesen und die Großbauern seien klüger als die LPG-Mitglieder. Die Premiere des Films erfolgte schließlich erst am 2. September 1960 im Kino Volkshaus in Berlin-Lichtenberg. Der Film lief nur in einigen Berliner Randkinos und wurde nach kurzer Zeit wieder aus dem Programm genommen.

## Kritik
In der dem Zentralkomitee der SED unterstellten Berliner Zeitung bemerkte der Kommentator H. U. E. im September 1960 über den kurz zuvor in den Kinos angelaufenen Film:

„Aber was nun darüber hinaus dasein müßte, damit diese Lehre überzeugend anschlägt: ein zutreffendes. das Typische hervorkehrende Bild von der neuen Wirklichkeit in unseren Dörfern – das fehlt völlig. Man entdeckt es nicht, weil das Drehbuch sich ängstlich an die Bühnenvorlage klammert und nicht wegkommt von der – theaterbedingten und theatergerechten – Enge und Begrenztheit der Schauplätze. Aber der eigentliche Fehler liegt tiefer. Man hätte von Grund auf neu konzipieren müssen, weil der Film nicht das Spiel mit der Wirklichkeit, sondern die Wirklichkeit selber, die volle Realität verlangt. Dieser Film aber haftet nicht an der Realität, sondern an der Schablone.“

In der Kritik der Neuen Zeit, dem Zentralorgan der DDR-CDU, beklagte sich H. U. darüber, dass jemandem, der Hedda Zinners Theaterstück ‚Was wäre, wenn .?‘ kenne, der gleichnamige DEFA-Film nicht gefallen könne, und stellte weiter fest:

„Späßchen, die aus der Kiste der ältesten Filmklamotten geholt sind und die einer oberbayrischen Heimatschnulze eher anstünden als einem Film, der eine nachdenkenswerte Aussage machen will, dominieren und verdecken das Thema. Der Klamauk wird zum Selbstzweck, und es ist nicht einmal origineller Klamauk. Ueber die pure Albernheit, die sich hier in dramaturgisch überflüssigen Wirtshausprügeleien, zur Unzeit lossprudelnden Springbrunnen und ähnlichen Scherzen austobt, können wir nicht lachen, sondern nur weinen. Zumal die Regie den Unfug nicht gezügelt, sondern noch sehr ermuntert hat.“

Das Lexikon des internationalen Films schreibt, dass es sich um eine Komödie handle, die um eine realistische Sicht auf Bewusstseinshaltungen der DDR-Landbevölkerung bemüht sei und zu erstaunlich ehrlichen, kritischen Schlüssen komme, jedoch ästhetisch eher anspruchslos inszeniert sei.